# کوالتریکس
Qualtrics یک شرکت مدیریت تجربه آمریکایی است که دفتر مرکزی آن در سیاتل، واشنگتن، و پروو، یوتا، در ایالات متحده است. این شرکت در سال 2002 توسط اسکات ام. اسمیت، رایان اسمیت، جرد اسمیت و استوارت اورگیل تاسیس شد.
کوالتریکس یک پلت فرم نرم‌افزار اشتراک مبتنی بر ابر را برای مدیریت تجربه ارائه می‌دهد که در مارس ۲۰۱۷ راه‌اندازی کرد.

در 11 نوامبر 2018، اعلام شد که کوالتریکس توسط SAP به مبلغ 8 میلیارد دلار آمریکا خریداری خواهد شد. این خرید در 23 ژانویه 2019 تکمیل شد.
1. ↑  "Qualtrics". Wikipedia (به انگلیسی). 2023-05-23.

- مشارکت‌کنندگان ویکی‌پدیا. «Qualtrics». در دانشنامهٔ ویکی‌پدیای انگلیسی، بازبینی‌شده در ۴ مه ۲۰۲۱.